# 十錢紙幣
十钱纸币（／）是曾经流通的一种日本银行券。分为い号券和A号券两种。1953年根据《小额通货整理法》停止流通。

## い号券
- 面值：十钱
- 正面：八纮一宇塔
- 背面：彩色花纹
- 尺寸：宽51mm，长106mm[1]
- 发行开始日：1944年（昭和19年）11月1日[1]
- 停止流通日：1953年（昭和28年）12月31日
- 水印：桐

## A号券
- 面值：十钱
- 正面：鸽子
- 背面：国会议事堂
- 尺寸：宽52mm，长100mm[2]
- 发行开始日：1947年（昭和22年）9月5日[2]
- 停止流通日：1953年（昭和28年）12月31日
- 水印：无